# Akseli Gallen-Kallela

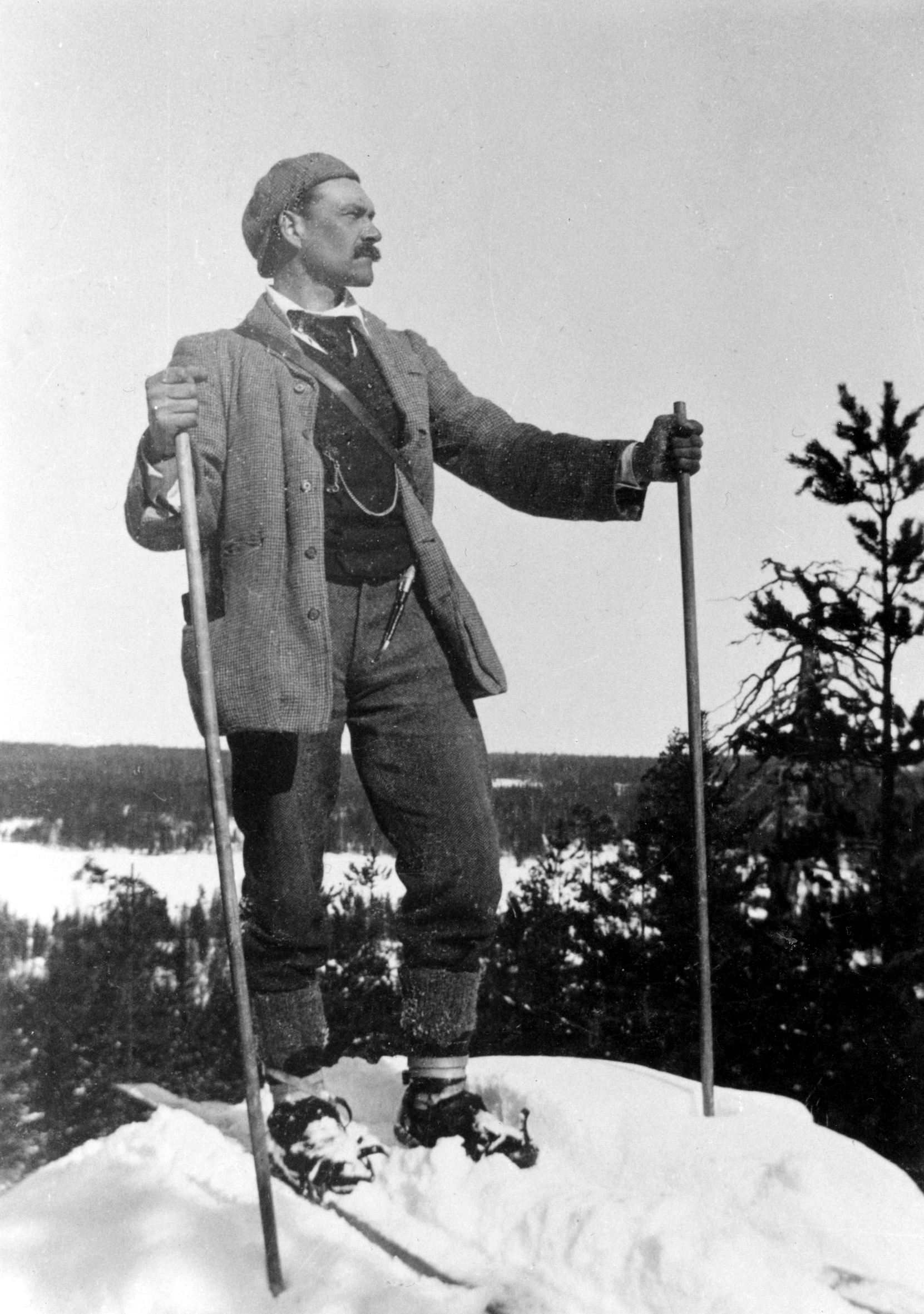
Akseli Gallen-Kallela

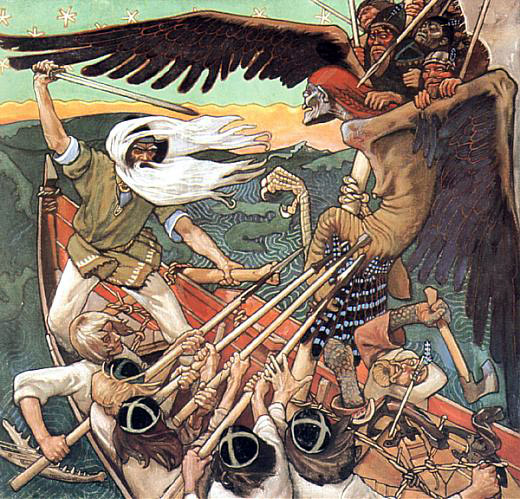
Redobândirea morii sacre Sampo de către Vainamoinen, ilustrare din Kalevala.

Akseli Gallen-Kallela (n. 26 aprilie 1865, Pori, Marele Principat al Finlandei, Imperiul Rus – d. 7 martie 1931, Stockholm, Suedia) a fost un pictor și grafician finlandez modernist cu tușe puternice de Art Nouveau, cu varii tente expresioniste, membru efemer al mișcării artistice Die Brücke.
Este celebru pentru ilustrațiile la epopeea națională Kalevala, ilustrațiile sale fiind considerate foarte importante pentru definirea identității naționale finlandeze. Există un muzeu care-i poartă numele în Espoo, Finlanda.

## Biografie
Akseli s-a născut Axél Waldemar Gallén în Pori (în suedeză, Björneborg), Finlanda, unde tatăl său, Peter Gallén, a lucrat ca avocat și șef de poliție. La vârsta de 11 ani, a fost trimis Helsinki ca să studieze la o școală de gramatică pentru că tatăl său se opusese categoric ideii ca fiul său să devină un pictor. După decesul tatălui, în 1879, Gallen-Kallela a început studierea desenului la Societatea de artă finlandeză.

## Galerie de imagini

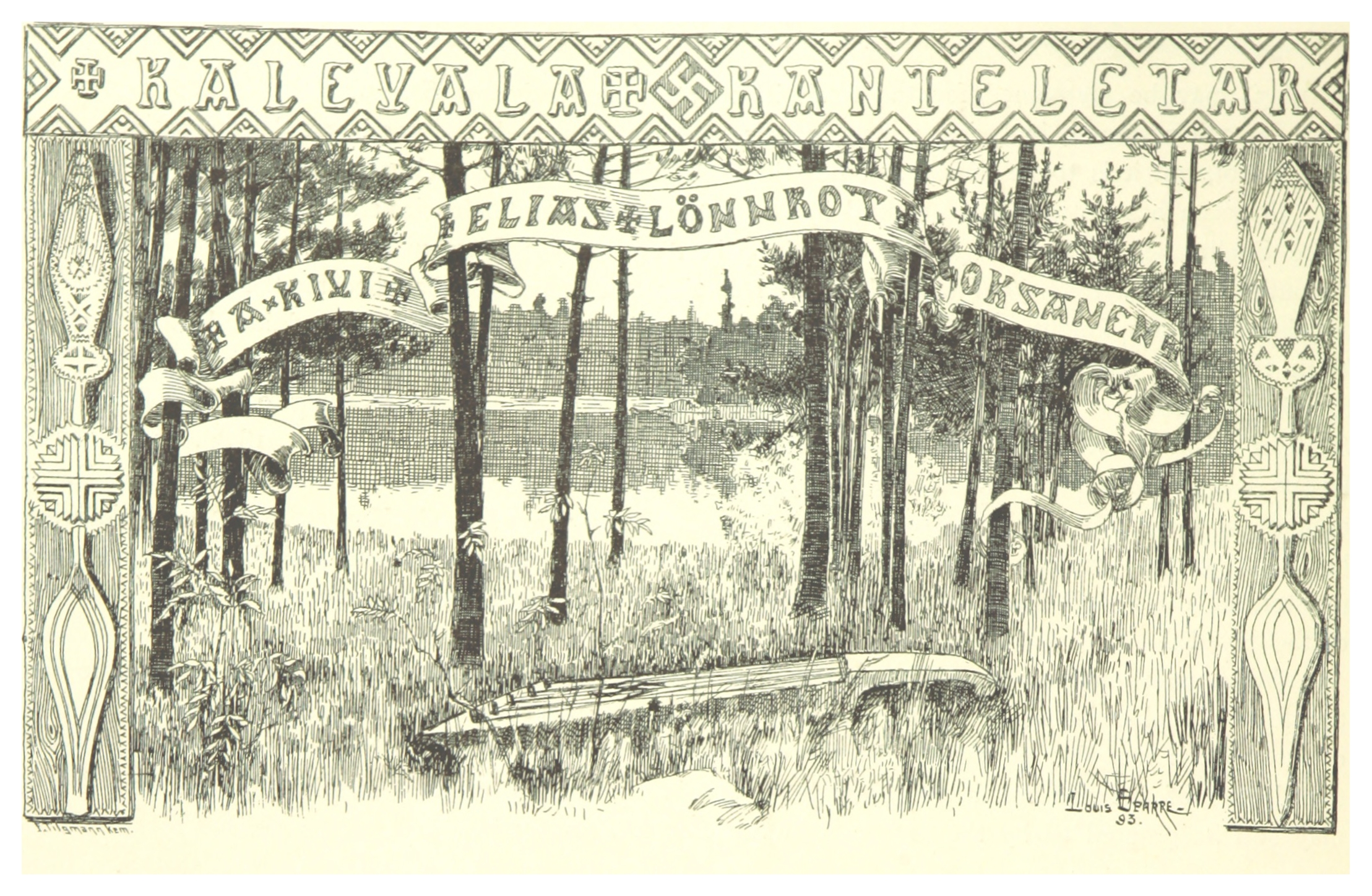
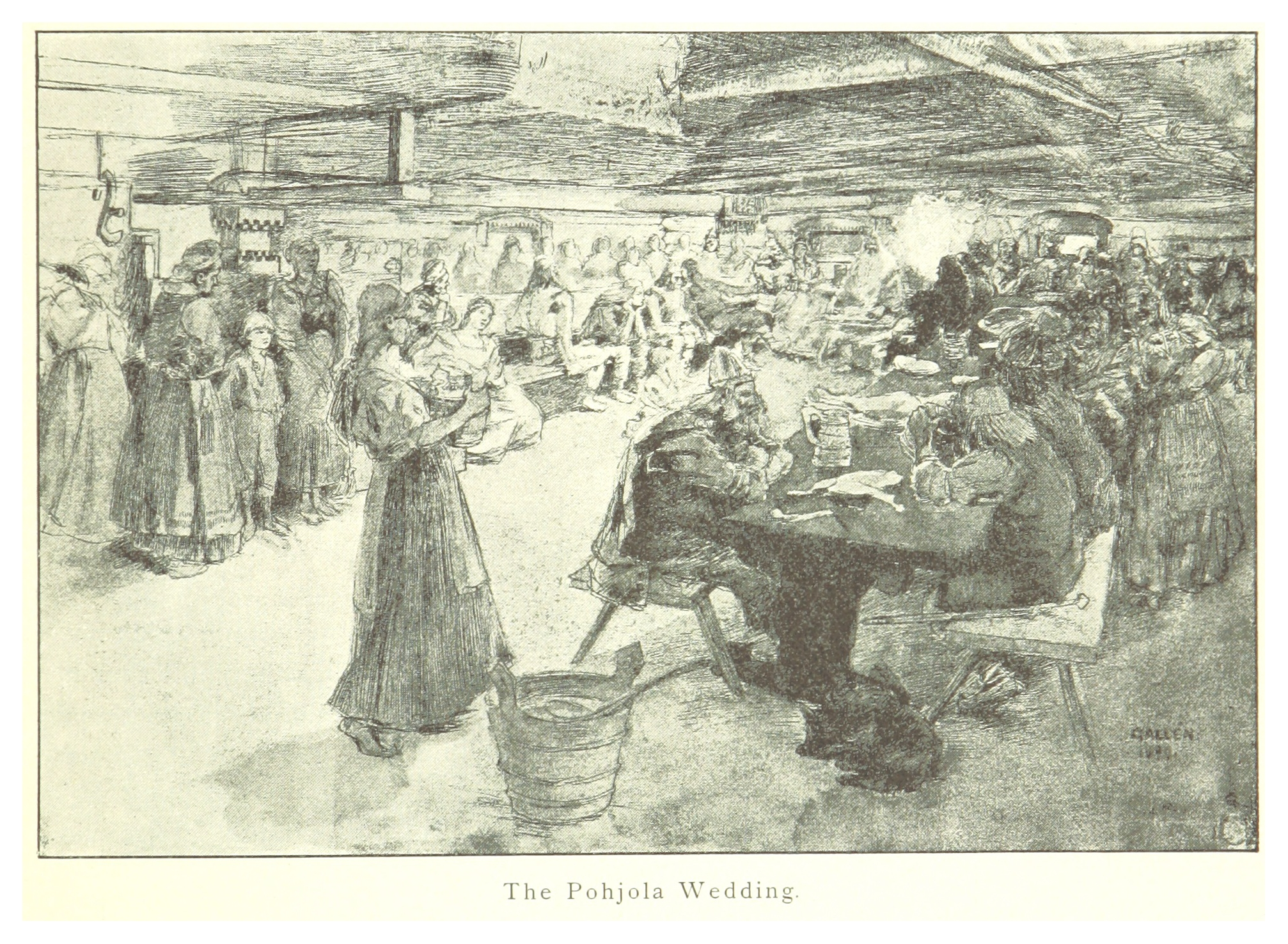
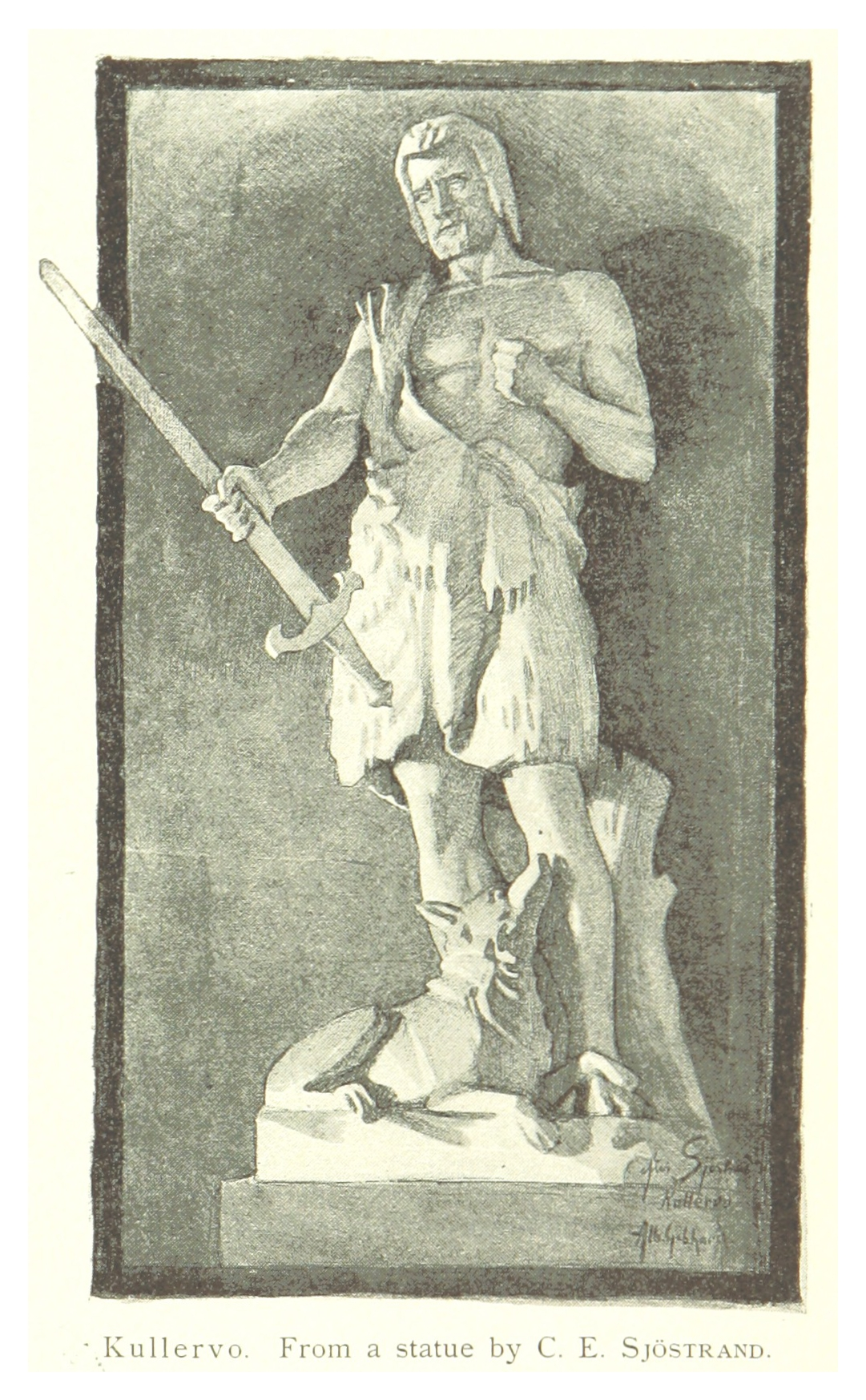
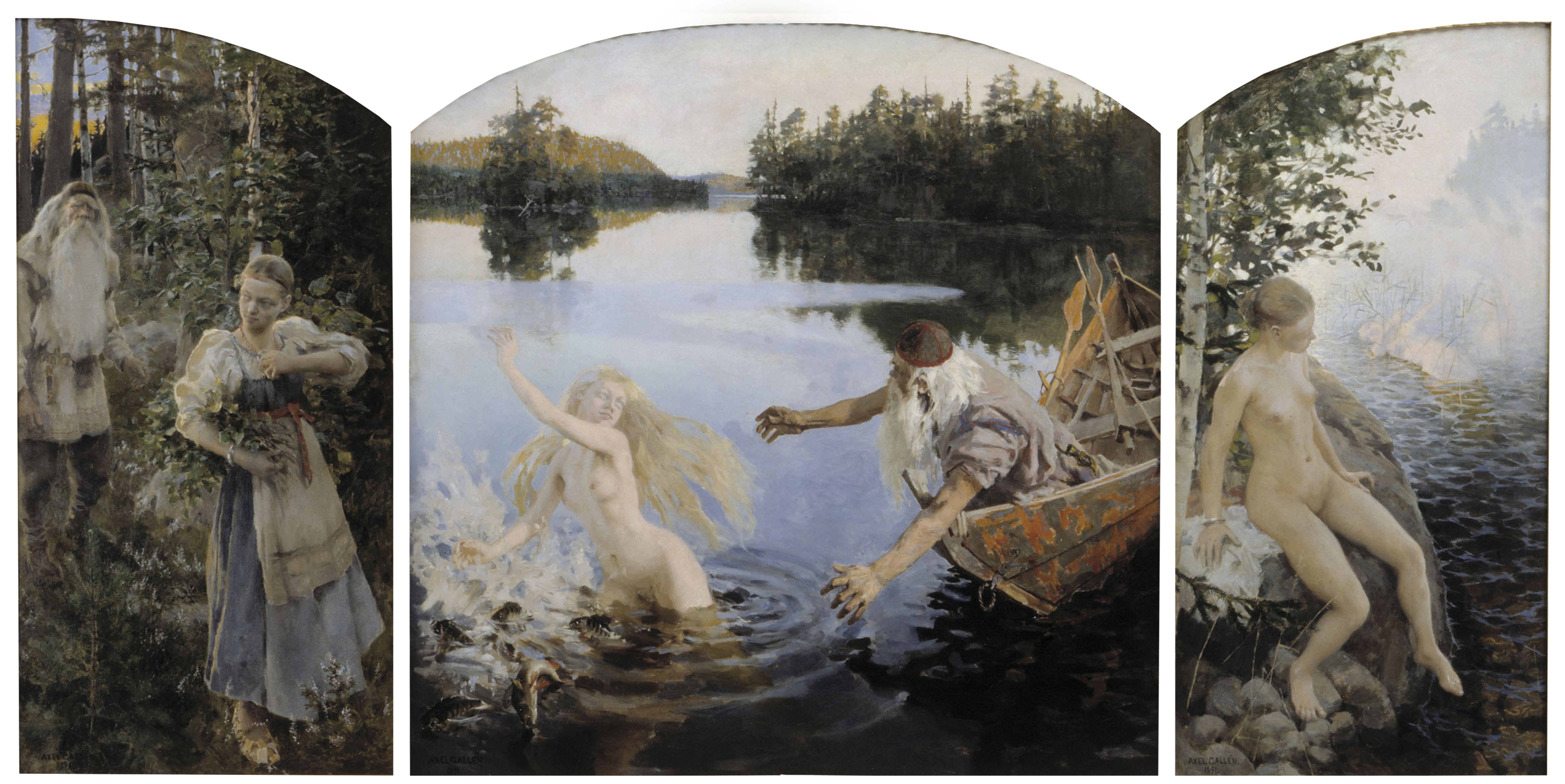
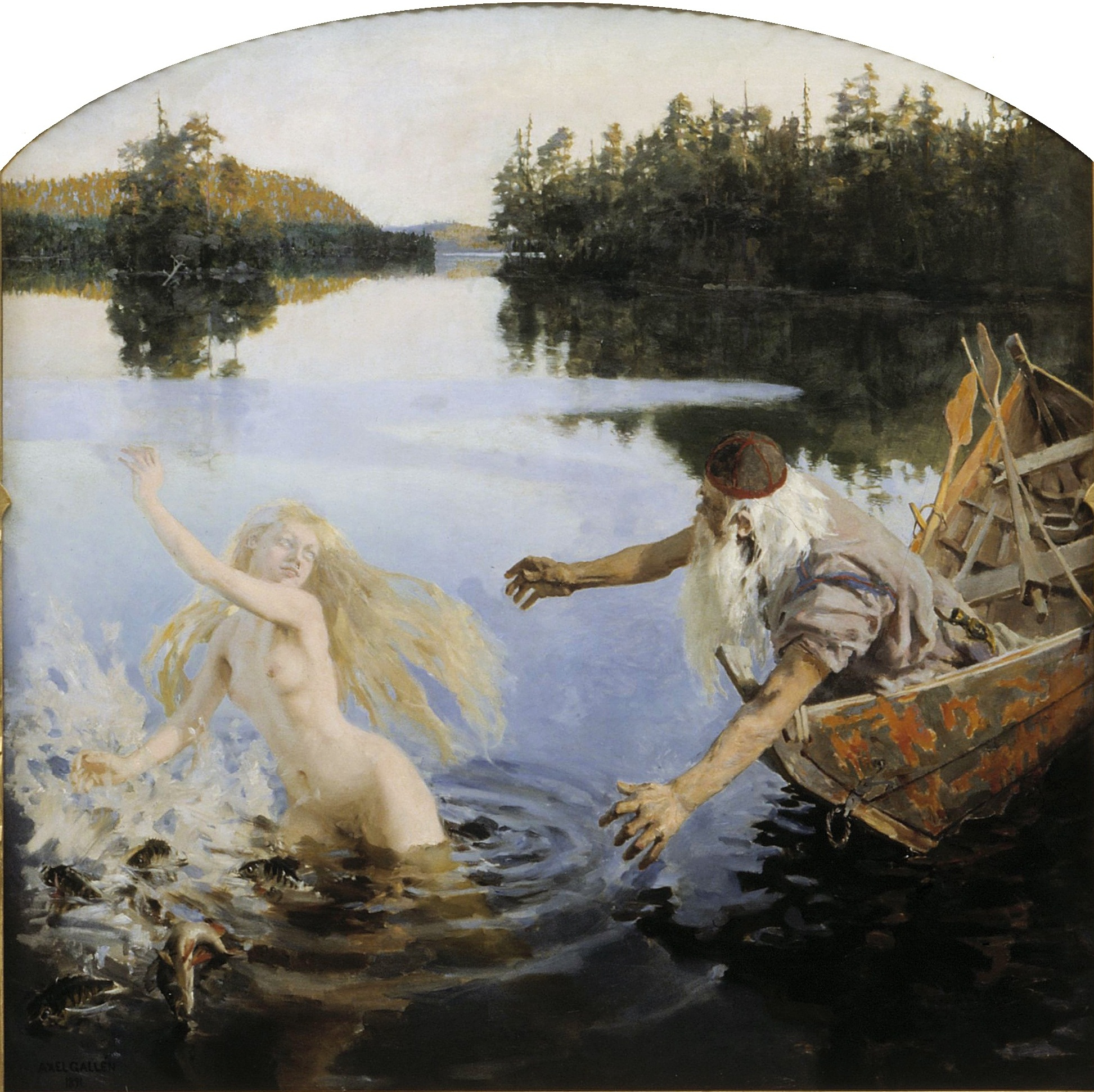
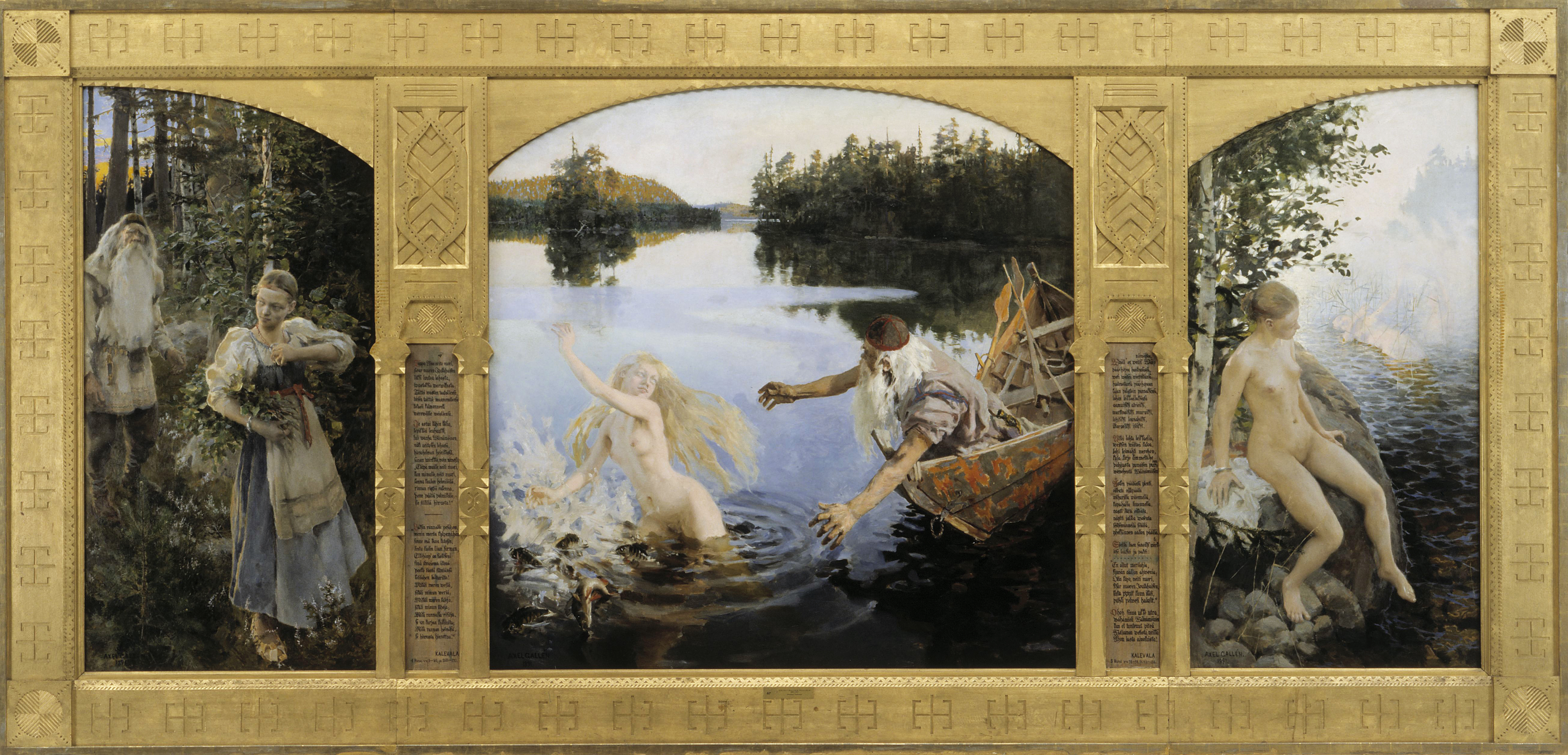
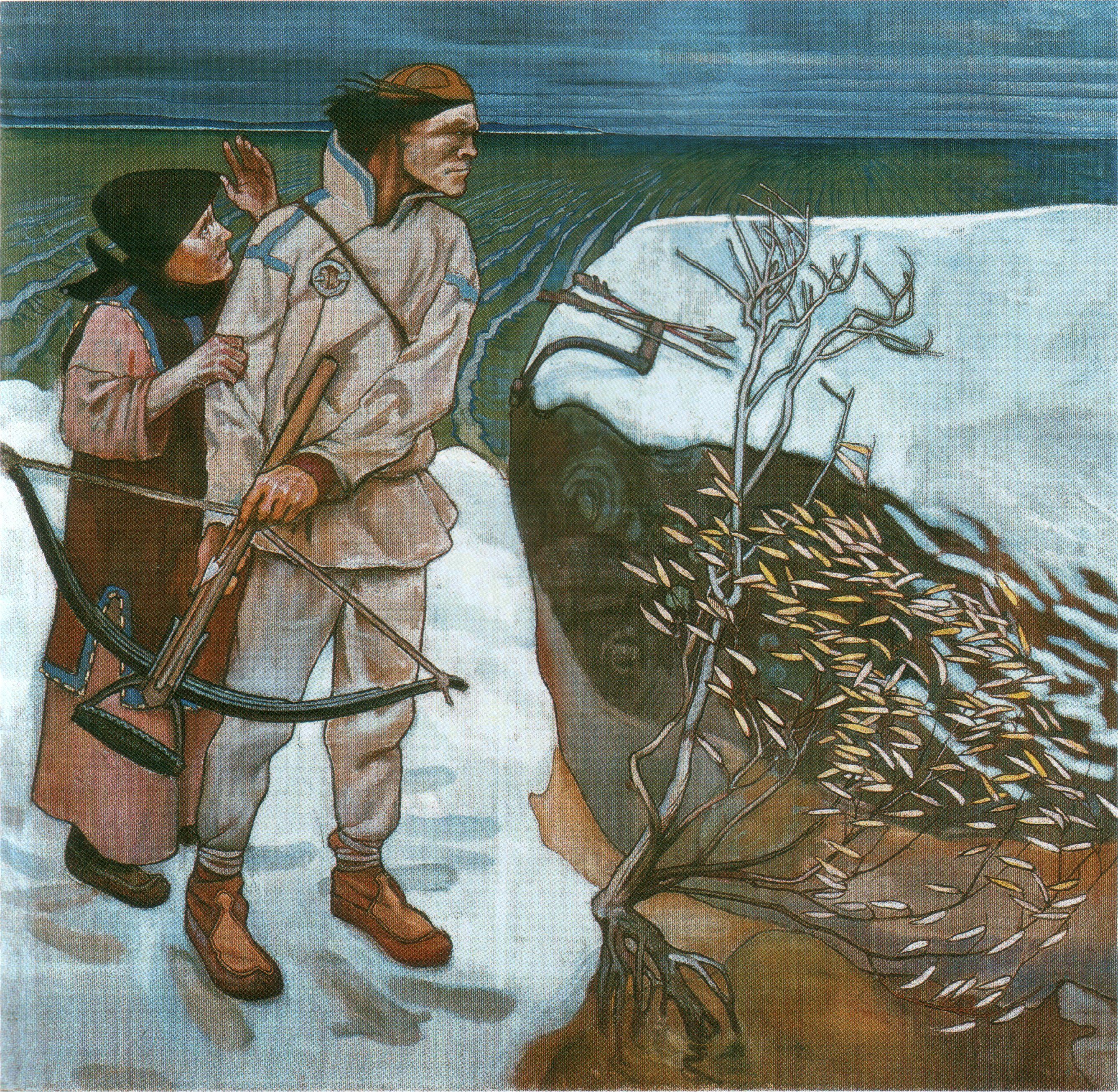
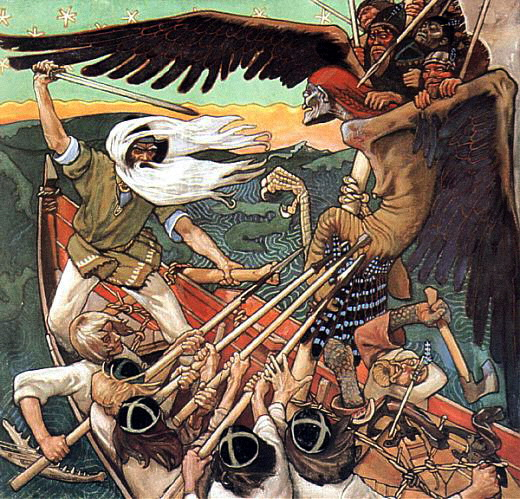